# Дужац Велики
Дужац Велики је мало ненасељено острво у хрватском делу Јадранског мора.
Дужац Велики налази се у Пашманском каналу. Површина острва износи 0,09 км². Дужина обалске линије је 1,37 км.. Највиши врх на острву је висок 11 метара.